# Francesco Perfetti
Francesco Perfetti (* 14. August 1943 in Rom) ist ein italienischer Historiker.
Als Schüler von Renzo De Felice widmete er seine akademische Laufbahn der Erforschung des italienischen Nationalismus und Faschismus. Von 1983 bis 1993 lehrte er als Professor für Geschichte des 19. und 20. Jahrhunderts (Storia contemporanea) an der Universität Genua, wo er auch Geschichte der Neuzeit sowie Wirtschafts- und Sozialgeschichte unterrichtete. Er amtierte dort als Direktor des geschichtswissenschaftlichen Instituts (1990–1993) und Präses der geistes- und sozialwissenschaftlichen Fakultät (Facoltà di Magistero, 1991–1993). Perfetti war von 1993 bis zu seinem Eintritt in den Ruhestand ordentlicher Professor für Geschichte des 19. und 20. Jahrhunderts an der Fakultät für Politikwissenschaft der Libera Università Internazionale degli Studi Sociali (LUISS) in Rom. Dort lehrte er zudem Geschichte und Institutionen Nordamerikas sowie Geschichte der internationalen Beziehungen. Bis 2004 war er Direktor des Politikwissenschaftlichen Instituts der LUISS „Guido Carli“.
Die italienische Tageszeitung Il Giornale legte am 11. Juni 2016 unter anderem eine von Perfetti kommentierte Ausgabe der 1937 erschienenen Übersetzung des zweiten Bandes von Hitlers Mein Kampf bei. Die Beilage ist als Auftakt einer geplanten achtbändigen Reihe von Büchern zum Thema Nationalsozialismus konzipiert.